# Facultad de Derecho de la Universidad Católica de la Santísima Concepción
La Facultad de Derecho de la Universidad Católica de la Santísima Concepción, es una facultad chilena de derecho ubicada en Concepción, en la Región del Biobío. Dio inicio a sus actividades en marzo de 1976, y es la facultad más antigua de la de la Universidad Católica de la Santísima Concepción (UCSC).
El edificio que mantiene a la facultad de derecho se encuentra en el Campus Santo Domingo (calle Lincoyán N° 255) ubicado en la ciudad de Concepción. 
Es la única universidad en el Gran Concepción que imparte derecho canónico como parte de su malla obligatoria para licenciarse.
Desde 1992 cuenta con una Revista de Derecho, de publicación semestral. En ella tratan asuntos científico-jurídicos, y cuenta con aporte de profesores nacionales y extranjeros. Desde 2012 imparte cursos de magíster en derecho penal y magíster en derecho procesal de familia, y desde 2023 el programa de Doctorado en Derecho.
La facultad también relacionada a nivel internacional a través de convenios con diversas universidades y organismos extranjeros. Al año 2008, posee 599 alumnos regulares de pregrado en la carrera de Licenciatura.

## Decanos
1. Hernán Silva Silva
2. Mario Munzenmayer Bellolio
3. Fernando Jiménez Larrain
4. Fernando Saenger Gianoni
5. Hernán Varela Valenzuela
6. Fernando Monsalve Basaul
7. Dr. Carlos Céspedes Muñoz

## Programas de formación
- Licenciatura en Derecho
- Magíster en Derecho Penal
- Magíster en Derecho Procesal de Familia
- Magíster en Derecho Privado
- Doctorado en Derecho

## Instalaciones
Cuenta con:
- Biblioteca jurídica.
- Salas de estudio, auditorios y aulas.
- Centros de computación para estudiantes.
- Cafetería, capilla y áreas verdes.